# Одеський нафтопереробний завод
Одеський нафтопереробний завод (ОНПЗ) — четвертий за потужністю український нафтопереробний завод і стратегічно важливий об'єкт для економіки держави. Розташований у Пересипському районі міста Одеси. Потужність станом на 2005 рік — близько 2,8 млн тонн сирої нафти на рік.

## Історія

### 1937—1991
Завод був побудований в 1937 році й введений до експлуатації в 1938 році під назвою Одеський крекінг-завод, як підприємство паливного напрямку з переробкою бакинських мазутів на установках термічного крекінгу вакуумної перегонки.
Влітку 1941 року, в ході Другої світової війни, установки заводу були евакуйовані до міста Сизрані, де на їхній базі побудували Сизранський нафтопереробний завод.
В 1949—1950 роках завод відновили відповідно до проєктної схеми, а далі впродовж багатьох років періодично реконструювали. Згодом шляхом зміни технологічної схеми установок НПЗ отримав можливість переробляти нафту замість мазуту. Від 1959 року ОНПЗ взяв курс на автоматизацію процесів виробництва. У 1960-ті нарощувалися потужності первинної переробки нафти, були побудовані об'єкти водопостачання й очисні споруди. Велика реконструкція проводилася в 1970-ті роки, в результаті якої були введені до дії установки первинної переробки і вторинної перегонки нафти, а також каталітичного риформінгу. Всі технологічні процеси заводу переведені на оборотні системи водопостачання. Побудовано ефективні очисні споруди й зупинено скидання промислових стоків у Чорне море.
1987 року гендиректором Одеського НПЗ було призначено Валерія Мельника.

### Після відновлення незалежності
У 1994 році введена в експлуатацію установка гідроочищення дизельного палива та авіагасу, що дозволило виробляти дизельне паливо і авіаційний гас з вмістом сірки до 0,05 масового відсотка. Установка побудована «під ключ» італійською фірмою CTIP. Також в середині 1990-х одним з партнерів Одеського НПЗ стало спільне українсько-британське підприємство «Синтез Ойл». Фірма оновила на заводі кілька установок, побудувала додаткові резервуари, реконструювала нижній майданчик заводу (як раз туди надходять нафтопродукти, призначені на експорт) і три причали в нафтогавані — 2-й, 3-й і 4-й.
27 червня 1996 року Кабінет Міністрів України вніс завод до переліку підприємств, призначених до приватизації відповідно до індивідуальних планів.
У серпні 1997 року завод був внесений до переліку підприємств, що мають стратегічне значення для економіки і безпеки України.
12 червня 1998 року Кабінет Міністрів України затвердив рішення про проведення в 1998—2005 роках реконструкції виробничих потужностей заводу, 24 червня 1998 року контрольний пакет акцій НПЗ (в розмірі 25 % + 1 акція підприємства) був закріплений у державній власності на 3 роки.
У 1998 році установка каталітичного риформінгу була переведена на новий каталізатор американської фірми UOP, що дозволило заводу випускати високооктанові бензини марок А-80, А-92 і А-95. До цього часу компанії «Лукойл» стала одним з постачальників нафти на завод. Разом з «Синтез Ойл» сторони створили спільне підприємство «ЛУК-Синтез Ойл Лтд», зареєстроване на Британських Віргінських островах і у квітні 1999 року придбали на конкурсі 51,9 % акцій одеського заводу. 

### 2000 — до т.ч.
У березні 2000 року дочірнє підприємство «Лукойл» — «ЛУК-Сінт» — докупило 25 %-й пакет акцій Одеського НПЗ на біржі. До цього часу на завершальній стадії вже були переговори з «Синтезом» про викуп належних йому акцій НПЗ в СП «ЛУК Синтез Ойл Лтд». А вже в кінці травня 2000 року «Лукойл» викупив цей пакет акцій. Разом з акціями, купленими на вторинному ринку, консолідований пакет «Лукойлу» склав близько 86 %. В результаті було утворено ВАТ «Лукойл-Одеський НПЗ».
Після 13 років практично беззмінного керівництва заводом Валерій Мельник поступився місцем співробітнику «Лукойл» Володимиру Гафнеру. У 2001—2004 роках компанія провела капітальну модернізацію заводу.
Завод був зупинений в жовтні 2010 року у зв'язку з економічною ситуацією, що склалася на ринку нафтопродуктів України, а також зі зміною схеми поставок нафти. У 2010—2013 роках завод не працював.
У червні 2013 року Лукойл продала ОНПЗ українській корпорації СЄПЕК, яку контролює Сергій Курченко.
У червні 2017 року завод конфіскований на користь держави. Орієнтовна вартість конфіскованого майна складає більше $200 млн або більше 5 млрд гривень.
У січні 2018 року Міністерство палива та енергетики України завершило реєстрацію державного підприємства ОНПЗ.
У квітні 2019 року Верховний суд дозволив Курченку оскаржити перехід ОНПЗ у власність держави.
У березні 2019 року регіональне відділення Фонду держмайна в Одеській області повідомило про завершення інвентаризації заводу. Було встановлено, що багато установок підприємства втратили свою працездатність. Мова, зокрема, йде про ректифікаційні колони, що не були належним чином законсервовані.
На початку червня 2024 року, Кабінет Міністрів України погодив пропозицію АРМА щодо вилучення на користь держави корпоративних прав у розмірі 99,5 % акцій заводу і його боргових зобов’язань перед резидентами РФ, а також 100 % статутного фонду фірми «Енергія і газ Україна».

## Продукція
- бензин А-98, А-95, А-92, А-80;
- паливо дизельне;
- вакуумний газойль;
- мазут;
- нефрас;
- реактивне паливо;
- газ зріджений;
- нафтобітум дорожній, будівельний, покрівельний;
- сірка.